# Dispersione ottica

La Dispersione di un raggio di luce in un prisma triangolare.

In ottica la dispersione è un fenomeno fisico che causa la separazione di un'onda in componenti spettrali con diverse lunghezze d'onda, a causa della dipendenza della velocità dell'onda dalla lunghezza d'onda nel mezzo attraversato. È spesso descritta in onde luminose, ma può avvenire in ogni tipo di onda che interagisce con un mezzo o che può essere confinata in una guida d'onda, come le onde sonore. La dispersione è anche chiamata dispersione cromatica per enfatizzare la sua dipendenza dalla lunghezza d'onda. Un mezzo che esibisce queste caratteristiche nei confronti dell'onda in propagazione è detto dispersivo.

## Descrizione
Esistono in generale due sorgenti di dispersione: la dispersione di materiale, che deriva dal fatto che la risposta del materiale alle onde dipende dalla frequenza e la dispersione di guida d'onda, che avviene quando la velocità dell'onda nella guida dipende dalla sua frequenza. I modi trasversi delle onde confinate in una guida d'onda finita in generale hanno velocità (e forme di campo) diverse, che dipendono dalla frequenza (ossia dalla dimensione relativa dell'onda, la lunghezza d'onda, rispetto alle dimensioni della guida).
La dispersione in guide d'onda utilizzate per le telecomunicazioni comporta la degradazione del segnale, poiché il diverso ritardo con cui le differenti componenti spettrali giungono al ricevitore, "sporca" il segnale nel tempo ovvero crea distorsione. Un fenomeno simile è la dispersione intermodale, causata dalla presenza di più modi in una guida ad una data frequenza, ognuno dei quali presenta una velocità diversa. Un caso particolare è invece la dispersione dei modi di polarizzazione o PMD (polarization mode dispersion) che deriva dalla composizione di due modi separati in polarizzazione che viaggiano a velocità diverse a causa di imperfezioni randomiche che spezzano la simmetria della guida.
La dispersione della luce nel vetro di un prisma è usata per costruire spettrometri e spettroradiometri. Sono utilizzati anche reticoli olografici, poiché consentono una discriminazione più accurata delle lunghezze d'onda. La dispersione nelle lenti produce l'aberrazione cromatica, un effetto indesiderato che può distorcere le immagini in microscopi, telescopi ed obiettivi fotografici.

## Dispersione di materiale in ottica
In ottica, la velocità di fase di un'onda v in un dato mezzo uniforme è data da
{\displaystyle v={\frac {c}{n}}}
dove {\displaystyle c} è la velocità della luce nel vuoto ed {\displaystyle n} l'indice di rifrazione del mezzo.
In generale l'indice di rifrazione è una funzione della frequenza {\displaystyle f} della luce, quindi {\displaystyle n=n(f)} o, alternativamente, rispetto alla lunghezza d'onda {\displaystyle n=n(\lambda )} La dipendenza dalla lunghezza d'onda dell'indice di rifrazione di un materiale è solitamente quantificato mediante formule empiriche, come l'equazione di Cauchy e l'equazione di Sellmeier.
La conseguenza più comunemente osservabile della dispersione in ottica è la separazione della luce bianca in uno spettro di colori per mezzo di un prisma triangolare. Dalla legge di Snell, si può vedere che l'angolo di rifrazione della luce in un prisma dipende dall'indice di rifrazione del materiale di cui è composto il prisma. Dato che l'indice di rifrazione varia in dipendenza dalla lunghezza d'onda, ne segue che anche l'angolo con cui la luce viene rifratta varia con la lunghezza d'onda, causando una separazione angolare dei colori nota anche come dispersione angolare.
Per la luce visibile, la maggior parte dei materiali trasparenti ha:
{\displaystyle 1<n(\lambda _{\rm {rosso}})<n(\lambda _{\rm {giallo}})<n(\lambda _{\rm {blu}})\ ,}
o alternativamente
{\displaystyle {\frac {{\rm {d}}n}{{\rm {d}}\lambda }}<0,}
cioè l'indice di rifrazione n decresce all'aumentare della lunghezza d'onda {\displaystyle \lambda }. In questo caso il mezzo si dice avere dispersione normale. Al contrario se l'indice cresce al crescere della lunghezza d'onda, il mezzo ha dispersione anomala.
All'interfaccia di un tale materiale con l'aria o con il vuoto (il cui indice è ~1), la legge di Snell prevede che la luce incidente con un angolo {\displaystyle \theta } rispetto alla normale, venga rifratta con un angolo {\displaystyle \arcsin(\sin \theta *n)}. Quindi la luce blu, con un indice di rifrazione più alto, verrà inclinata maggiormente rispetto alla luce rossa, creando il ben noto arcobaleno.

## Velocità di gruppo e di fase
Un'altra conseguenza della dispersione si manifesta come effetto temporale. La formula {\displaystyle v={\frac {c}{n}}}calcola la velocità di fase di un'onda; questa è la velocità con cui si propaga la fase di ogni componente frequenziale. Questa non è la stessa della velocità di gruppo dell'onda, cioè la velocità con cui le variazioni in ampiezza (note come inviluppo) si propagano. La velocità di gruppo in un mezzo omogeneo è legata alla velocità di fase dalla relazione (qui {\displaystyle \lambda } è la lunghezza d'onda nel vuoto e non nel mezzo):
{\displaystyle v_{g}=c\left[n-\lambda {\frac {dn}{d\lambda }}\right]^{-1}}.
La velocità di gruppo {\displaystyle v_{g}}è spesso interpretata come la velocità con cui vengono convogliate l'energia o l'informazione lungo l'onda. Nella maggior parte dei casi questo è vero e la velocità di gruppo può essere pensata come la velocità di segnale della forma d'onda. In alcune insolite circostanze, in cui la lunghezza d'onda della luce è vicina alla risonanza di assorbimento del mezzo, è possibile che la velocità di gruppo superi la velocità della luce ({\displaystyle v_{g}>c}), portando alla conclusione che siano possibili comunicazioni superluminali (più veloci della luce). In pratica, in queste situazioni, la distorsione e l'assorbimento dell'onda è tale che il valore della velocità di gruppo è essenzialmente insignificante e non rappresenta la vera velocità di segnale dell'onda, che rimane inferiore a c.
La velocità di gruppo è a sua volta una funzione della frequenza dell'onda. Da questo consegue la dispersione di velocità di gruppo (GVD), che comporta l'allargamento di un breve segnale a causa del fatto che le diverse componenti spettrali viaggiano a velocità diversa. La GVD è spesso quantificata con il parametro {\displaystyle D}
{\displaystyle D=-{\frac {\lambda }{c}}\left({\frac {d^{2}n}{d\lambda ^{2}}}\right)}.
Se {\displaystyle D} è minore di zero, si dice che il mezzo ha dispersione positiva. Se {\displaystyle D} è maggiore di zero, il mezzo ha dispersione negativa. Se un impulso di luce si propaga lungo un mezzo a dispersione normale, il risultato è che le componenti a frequenze maggiori viaggiano più lentamente delle componenti a frequenze inferiori. L'impulso diventa quindi chirpato positivamente, ossia la frequenza cresce con il tempo. Al contrario, se un impulso di luce si propaga lungo un mezzo a dispersione anomala, le componenti a frequenze maggiori viaggiano più velocemente delle componenti a frequenze inferiori e l'impulso diventa chirpato negativamente, ossia la frequenza decresce nel tempo.
Il risultato della GVD, sia positiva che negativa, è in definitiva l'allargamento dell'impulso. Questo rende la gestione della dispersione estremamente importante in sistemi di comunicazione ottici basati sulla fibra ottica, dal momento che, se la dispersione è troppo alta, impulsi successivi che rappresentano uno stream di bit si allargano nel tempo e si sovrappongono nel tempo, rendendo impossibile ricostruire lo stream (interferenza intersimbolica). Questo limita la lunghezza della fibra lungo cui un segnale può essere inviato senza rigenerazione. Una possibile risposta a questo problema è inviare segnali ad una lunghezza d'onda in cui la GVD è nulla (ad esempio intorno ai ~1.3-1.5 µm nelle fibre standard), in modo che gli impulsi a tale lunghezza d'onda soffrano di allargamenti minimi causati dalla dispersione; nella pratica tuttavia, questo approccio causa più problemi di quanti ne risolva, poiché una dispersione nulla causa un'amplificazione inaccettabile degli altri effetti nonlineari (come il Four Wave Mixing). Un'altra opzione possibile è quella di usare impulsi solitonici in regime di dispersione anomala, ossia una forma di impulso ottico che sfrutta gli effetti nonlineari per mantenere la sua forma inalterata; i solitoni, tuttavia, presentano un limite pratico legato al fatto che la loro potenza deve essere mantenuta oltre un certo livello affinché l'impatto dei fenomeni nonlineari sia sempre sufficiente a contrastare la GVD. La soluzione correntemente usata è invece quella di effettuare la compensazione della dispersione, tipicamente utilizzando un tratto di fibra che presenti la dispersione esattamente inversa a quella di trasmissione, in modo che l'effetto dispersivo risulti cancellato; tale compensazione è limitata dagli effetti nonlineari come il self phase modulation, che interagiscono con la dispersione e ne rendono molto difficile la compensazione.
Il controllo della dispersione è importante anche nei laser che producono impulsi ultra-corti. La dispersione totale del risonatore ottico è un fattore decisivo nel determinare la durata dell'impulso emesso dal laser. Una coppia di prismi ottici può essere posizionata in modo da produrre una dispersione netta negativa, che può essere usata per compensare la dispersione del mezzo laser, solitamente positiva. Per produrre effetti di dispersione possono essere impiegati anche reticoli di diffrazione; di solito tali dispositivi sono utilizzati in amplificatori laser ad alta potenza. Recentemente è stata sviluppata un'alternativa a prismi e reticoli: gli specchi chirpati. Questi specchi sono coperti da un dielettrico, in modo che le diverse lunghezze d'onda abbiano diverse lunghezze di penetrazione e di conseguenza differenti ritardi di gruppo. Gli strati di copertura possono essere progettati in modo da ottenere una dispersione totale negativa.

## Dispersione nelle immagini
Nelle lenti fotografiche e per microscopi, la dispersione causa l'aberrazione cromatica che distorce l'immagine; per contrastarla sono state sviluppate varie tecniche.

## Formulazione generalizzata degli alti ordini di dispersione - Ottica di Lah-Laguerre
La descrizione della dispersione cromatica in modo perturbativo attraverso i coefficienti di Taylor è vantaggiosa per i problemi di ottimizzazione in cui la dispersione di diversi sistemi deve essere bilanciata. Ad esempio, negli amplificatori laser a impulsi chirp, gli impulsi vengono prima allungati nel tempo da uno stretching per evitare danni ottici. Poi, nel processo di amplificazione, gli impulsi accumulano inevitabilmente fase lineare e non lineare passando attraverso i materiali. Infine, gli impulsi vengono compressi in vari tipi di compressori. Per annullare eventuali ordini superiori residui nella fase accumulata, di solito vengono misurati e bilanciati i singoli ordini. Tuttavia, per i sistemi uniformi, questa descrizione perturbativa spesso non è necessaria (ad esempio, la propagazione nelle guide d'onda). 
Gli ordini di dispersione sono stati generalizzati in modo computazionale, sotto forma di trasformate di Lah-Laguerre.
Gli ordini di dispersione sono definiti dall'espansione di Taylor della fase o del vettore d'onda.
{\displaystyle {\begin{array}{c}\varphi \mathrm {(} \omega \mathrm {)} =\varphi \left.\ \right|_{\omega _{0}}+\left.\ {\frac {\partial \varphi }{\partial \omega }}\right|_{\omega _{0}}\left(\omega -\omega _{0}\right)+{\frac {1}{2}}\left.\ {\frac {\partial ^{2}\varphi }{\partial \omega ^{2}}}\right|_{\omega _{0}}\left(\omega -\omega _{0}\right)^{2}\ +\ldots +{\frac {1}{p!}}\left.\ {\frac {\partial ^{p}\varphi }{\partial \omega ^{p}}}\right|_{\omega _{0}}\left(\omega -\omega _{0}\right)^{p}+\ldots \end{array}}}
{\displaystyle {\begin{array}{c}k\mathrm {(} \omega \mathrm {)} =k\left.\ \right|_{\omega _{0}}+\left.\ {\frac {\partial k}{\partial \omega }}\right|_{\omega _{0}}\left(\omega -\omega _{0}\right)+{\frac {1}{2}}\left.\ {\frac {\partial ^{2}k}{\partial \omega ^{2}}}\right|_{\omega _{0}}\left(\omega -\omega _{0}\right)^{2}\ +\ldots +{\frac {1}{p!}}\left.\ {\frac {\partial ^{p}k}{\partial \omega ^{p}}}\right|_{\omega _{0}}\left(\omega -\omega _{0}\right)^{p}+\ldots \end{array}}}
Le relazioni di dispersione per l'ondulatore {\displaystyle k\mathrm {(} \omega \mathrm {)} ={\frac {\omega }{c}}n\mathrm {(} \omega \mathrm {)} } e la fase
{\displaystyle \varphi \mathrm {(} \omega \mathrm {)} ={\frac {\omega }{c}}{\it {OP}}\mathrm {(} \omega \mathrm {)} } può essere espressa come:
{\displaystyle {\begin{array}{c}{\frac {{\partial }^{p}}{\partial {\omega }^{p}}}k\mathrm {(} \omega \mathrm {)} ={\frac {1}{c}}\left(p{\frac {{\partial }^{p-1}}{\partial {\omega }^{p-1}}}n\mathrm {(} \omega \mathrm {)} +\omega {\frac {{\partial }^{p}}{\partial {\omega }^{p}}}n\mathrm {(} \omega \mathrm {)} \right)\ \end{array}}}, 
{\displaystyle {\begin{array}{c}{\frac {{\partial }^{p}}{\partial {\omega }^{p}}}\varphi \mathrm {(} \omega \mathrm {)} ={\frac {1}{c}}\left(p{\frac {{\partial }^{p-1}}{\partial {\omega }^{p-1}}}{\it {OP}}\mathrm {(} \omega \mathrm {)} +\omega {\frac {{\partial }^{p}}{\partial {\omega }^{p}}}{\it {OP}}\mathrm {(} \omega \mathrm {)} \right)\end{array}}(1)}
La derivata di qualsiasi funzione differenziabile {\displaystyle f\mathrm {(} \omega \mathrm {|} \lambda \mathrm {)} } nello spazio delle lunghezze d'onda o delle frequenze è specificata attraverso una trasformata di Lah come:
{\displaystyle {\begin{array}{l}{\frac {\partial {p}}{\partial {\omega }^{p}}}f\mathrm {(} \omega \mathrm {)} ={}{\left(\mathrm {-} \mathrm {1} \right)}^{p}{\left({\frac {\lambda }{\mathrm {2} \pi c}}\right)}^{p}\sum \limits _{m={0}}^{p}{{\mathcal {A}}\mathrm {(} p,m\mathrm {)} {\lambda }^{m}{\frac {{\partial }^{m}}{\partial {\lambda }^{m}}}f\mathrm {(} \lambda \mathrm {)} }\end{array}}} {\displaystyle ,}
{\displaystyle {\begin{array}{c}{\frac {{\partial }^{p}}{\partial {\lambda }^{p}}}f\mathrm {(} \lambda \mathrm {)} ={}{\left(\mathrm {-} \mathrm {1} \right)}^{p}{\left({\frac {\omega }{\mathrm {2} \pi c}}\right)}^{p}\sum \limits _{m={0}}^{p}{{\mathcal {A}}\mathrm {(} p,m\mathrm {)} {\omega }^{m}{\frac {{\partial }^{m}}{\partial {\omega }^{m}}}f\mathrm {(} \omega \mathrm {)} }\end{array}}(2)}
Gli elementi della matrice della trasformazione sono i coefficienti di Lah: {\displaystyle {\mathcal {A}}\mathrm {(} p,m\mathrm {)} ={\frac {p\mathrm {!} }{\left(p\mathrm {-} m\right)\mathrm {!} m\mathrm {!} }}{\frac {\mathrm {(} p\mathrm {-} \mathrm {1)!} }{\mathrm {(} m\mathrm {-} \mathrm {1)!} }}}
Scritta per la GDD, l'espressione sopra riportata afferma che una costante con lunghezza d'onda GGD, avrà ordini superiori pari a zero. Gli ordini superiori valutati dalla GDD sono:
{\displaystyle {\begin{array}{c}{\frac {{\partial }^{p}}{\partial {\omega }^{p}}}GDD\mathrm {(} \omega \mathrm {)} ={}{\left(\mathrm {-} \mathrm {1} \right)}^{p}{\left({\frac {\lambda }{\mathrm {2} \pi c}}\right)}^{p}\sum \limits _{m={0}}^{p}{{\mathcal {A}}\mathrm {(} p,m\mathrm {)} {\lambda }^{m}{\frac {{\partial }^{m}}{\partial {\lambda }^{m}}}GDD\mathrm {(} \lambda \mathrm {)} }\end{array}}}
Sostituendo l'equazione (2) espressa per l'indice di rifrazione {\displaystyle n} o il cammino ottico {\displaystyle OP} nell'equazione (1) si ottengono espressioni in forma chiusa per gli ordini di dispersione. In generale, la dispersione di ordine {\displaystyle p^{th}} POD è una trasformata di Laguerre di ordine negativo due:
{\displaystyle POD={\frac {d^{p}\varphi (\omega )}{d\omega ^{p}}}=(-1)^{p}({\frac {\lambda }{2\pi c}})^{(p-1)}\sum _{m=0}^{p}{\mathcal {B(p,m)}}(\lambda )^{m}{\frac {d^{m}OP(\lambda )}{d\lambda ^{m}}}} {\displaystyle ,}
{\displaystyle POD={\frac {d^{p}k(\omega )}{d\omega ^{p}}}=(-1)^{p}({\frac {\lambda }{2\pi c}})^{(p-1)}\sum _{m=0}^{p}{\mathcal {B(p,m)}}(\lambda )^{m}{\frac {d^{m}n(\lambda )}{d\lambda ^{m}}}}
Gli elementi della matrice delle trasformate sono i coefficienti di Laguerre senza segno di ordine meno 2 e sono dati come: {\displaystyle {\mathcal {B}}\mathrm {(} p,m\mathrm {)} ={\frac {p\mathrm {!} }{\left(p\mathrm {-} m\right)\mathrm {!} m\mathrm {!} }}{\frac {\mathrm {(} p\mathrm {-} \mathrm {2)!} }{\mathrm {(} m\mathrm {-} \mathrm {2)!} }}}
I primi dieci ordini di dispersione, scritti esplicitamente per il vettore d'onda, sono:
{\displaystyle {\begin{array}{l}{\boldsymbol {\it {GD}}}={\frac {\partial }{\partial \omega }}k\mathrm {(} \omega \mathrm {)} ={\frac {\mathrm {1} }{c}}\left(n\mathrm {(} \omega \mathrm {)} +\omega {\frac {\partial n\mathrm {(} \omega \mathrm {)} }{\partial \omega }}\right)={\frac {\mathrm {1} }{c}}\left(n\mathrm {(} \lambda \mathrm {)} -\lambda {\frac {\partial n\mathrm {(} \lambda \mathrm {)} }{\partial \lambda }}\right)=v_{gr}^{\mathrm {-} \mathrm {1} }\end{array}}}
L'indice di rifrazione di gruppo {\displaystyle n_{g}} è definito come: {\displaystyle n_{g}=cv_{gr}^{\mathrm {-} \mathrm {1} }}.
{\displaystyle {\begin{array}{l}{\boldsymbol {\it {GDD}}}={\frac {{\partial }^{2}}{\partial {\omega }^{\mathrm {2} }}}k\mathrm {(} \omega \mathrm {)} ={\frac {\mathrm {1} }{c}}\left(\mathrm {2} {\frac {\partial n\mathrm {(} \omega \mathrm {)} }{\partial \omega }}+\omega {\frac {{\partial }^{2}n\mathrm {(} \omega \mathrm {)} }{\partial {\omega }^{\mathrm {2} }}}\right)={\frac {\mathrm {1} }{c}}\left({\frac {\lambda }{\mathrm {2} \pi c}}\right)\left({\lambda }^{\mathrm {2} }{\frac {{\partial }^{2}n\mathrm {(} \lambda \mathrm {)} }{\partial {\lambda }^{\mathrm {2} }}}\right)\end{array}}}
{\displaystyle {\begin{array}{l}{\boldsymbol {\it {TOD}}}={\frac {{\partial }^{3}}{\partial {\omega }^{\mathrm {3} }}}k\mathrm {(} \omega \mathrm {)} ={\frac {\mathrm {1} }{c}}\left(\mathrm {3} {\frac {{\partial }^{2}n\mathrm {(} \omega \mathrm {)} }{\partial {\omega }^{\mathrm {2} }}}+\omega {\frac {{\partial }^{3}n\mathrm {(} \omega \mathrm {)} }{\partial {\omega }^{\mathrm {3} }}}\right)={-}{\frac {\mathrm {1} }{c}}{\left({\frac {\lambda }{\mathrm {2} \pi c}}\right)}^{\mathrm {2} }{\Bigl (}\mathrm {3} {\lambda }^{\mathrm {2} }{\frac {{\partial }^{2}n\mathrm {(} \lambda \mathrm {)} }{\partial {\lambda }^{\mathrm {2} }}}+{\lambda }^{\mathrm {3} }{\frac {{\partial }^{3}n\mathrm {(} \lambda \mathrm {)} }{\partial {\lambda }^{\mathrm {3} }}}{\Bigr )}\end{array}}}
{\displaystyle {\begin{array}{l}{\boldsymbol {\it {FOD}}}={\frac {{\partial }^{4}}{\partial {\omega }^{\mathrm {4} }}}k\mathrm {(} \omega \mathrm {)} ={\frac {\mathrm {1} }{c}}\left(\mathrm {4} {\frac {{\partial }^{3}n\mathrm {(} \omega \mathrm {)} }{\partial {\omega }^{\mathrm {3} }}}+\omega {\frac {{\partial }^{4}n\mathrm {(} \omega \mathrm {)} }{\partial {\omega }^{\mathrm {4} }}}\right)={\frac {\mathrm {1} }{c}}{\left({\frac {\lambda }{\mathrm {2} \pi c}}\right)}^{\mathrm {3} }{\Bigl (}\mathrm {12} {\lambda }^{\mathrm {2} }{\frac {{\partial }^{2}n\mathrm {(} \lambda \mathrm {)} }{\partial {\lambda }^{\mathrm {2} }}}+\mathrm {8} {\lambda }^{\mathrm {3} }{\frac {{\partial }^{3}n\mathrm {(} \lambda \mathrm {)} }{\partial {\lambda }^{\mathrm {3} }}}+{\lambda }^{\mathrm {4} }{\frac {{\partial }^{4}n\mathrm {(} \lambda \mathrm {)} }{\partial {\lambda }^{\mathrm {4} }}}{\Bigr )}\end{array}}}
{\displaystyle {\begin{array}{l}{\boldsymbol {\it {FiOD}}}={\frac {{\partial }^{5}}{\partial {\omega }^{\mathrm {5} }}}k\mathrm {(} \omega \mathrm {)} ={\frac {\mathrm {1} }{c}}\left(\mathrm {5} {\frac {{\partial }^{4}n\mathrm {(} \omega \mathrm {)} }{\partial {\omega }^{\mathrm {4} }}}+\omega {\frac {{\partial }^{5}n\mathrm {(} \omega \mathrm {)} }{\partial {\omega }^{\mathrm {5} }}}\right)={-}{\frac {\mathrm {1} }{c}}{\left({\frac {\lambda }{\mathrm {2} \pi c}}\right)}^{\mathrm {4} }{\Bigl (}\mathrm {60} {\lambda }^{\mathrm {2} }{\frac {{\partial }^{2}n\mathrm {(} \lambda \mathrm {)} }{\partial {\lambda }^{\mathrm {2} }}}+\mathrm {60} {\lambda }^{\mathrm {3} }{\frac {{\partial }^{3}n\mathrm {(} \lambda \mathrm {)} }{\partial {\lambda }^{\mathrm {3} }}}+\mathrm {15} {\lambda }^{\mathrm {4} }{\frac {{\partial }^{4}n\mathrm {(} \lambda \mathrm {)} }{\partial {\lambda }^{\mathrm {4} }}}+{\lambda }^{\mathrm {5} }{\frac {{\partial }^{5}n\mathrm {(} \lambda \mathrm {)} }{\partial {\lambda }^{\mathrm {5} }}}{\Bigr )}\end{array}}}
{\displaystyle {\begin{array}{l}{\boldsymbol {\it {SiOD}}}={\frac {{\partial }^{6}}{\partial {\omega }^{\mathrm {6} }}}k\mathrm {(} \omega \mathrm {)} ={\frac {\mathrm {1} }{c}}\left(\mathrm {6} {\frac {{\partial }^{5}n\mathrm {(} \omega \mathrm {)} }{\partial {\omega }^{\mathrm {5} }}}+\omega {\frac {{\partial }^{6}n\mathrm {(} \omega \mathrm {)} }{\partial {\omega }^{\mathrm {6} }}}\right)={\frac {\mathrm {1} }{c}}{\left({\frac {\lambda }{\mathrm {2} \pi c}}\right)}^{\mathrm {5} }{\Bigl (}\mathrm {360} {\lambda }^{\mathrm {2} }{\frac {{\partial }^{2}n\mathrm {(} \lambda \mathrm {)} }{\partial {\lambda }^{\mathrm {2} }}}+\mathrm {480} {\lambda }^{\mathrm {3} }{\frac {{\partial }^{3}n\mathrm {(} \lambda \mathrm {)} }{\partial {\lambda }^{\mathrm {3} }}}+\mathrm {180} {\lambda }^{\mathrm {4} }{\frac {{\partial }^{4}n\mathrm {(} \lambda \mathrm {)} }{\partial {\lambda }^{\mathrm {4} }}}+\mathrm {24} {\lambda }^{\mathrm {5} }{\frac {{\partial }^{5}n\mathrm {(} \lambda \mathrm {)} }{\partial {\lambda }^{\mathrm {5} }}}+{\lambda }^{\mathrm {6} }{\frac {{\partial }^{6}n\mathrm {(} \lambda \mathrm {)} }{\partial {\lambda }^{\mathrm {6} }}}{\Bigr )}\end{array}}}
{\displaystyle {\begin{array}{l}{\boldsymbol {\it {SeOD}}}={\frac {{\partial }^{7}}{\partial {\omega }^{\mathrm {7} }}}k\mathrm {(} \omega \mathrm {)} ={\frac {\mathrm {1} }{c}}\left(\mathrm {7} {\frac {{\partial }^{6}n\mathrm {(} \omega \mathrm {)} }{{\partial \omega }^{\mathrm {6} }}}+\omega {\frac {{\partial }^{7}n\mathrm {(} \omega \mathrm {)} }{{\partial \omega }^{\mathrm {7} }}}\right)={-}{\frac {\mathrm {1} }{c}}{\left({\frac {\lambda }{\mathrm {2} \pi c}}\right)}^{\mathrm {6} }{\Bigl (}\mathrm {2520} {\lambda }^{\mathrm {2} }{\frac {{\partial }^{2}n\mathrm {(} \lambda \mathrm {)} }{\partial {\lambda }^{\mathrm {2} }}}+\mathrm {4200} {\lambda }^{\mathrm {3} }{\frac {{\partial }^{3}n\mathrm {(} \lambda \mathrm {)} }{\partial {\lambda }^{\mathrm {3} }}}+\mathrm {2100} {\lambda }^{\mathrm {4} }{\frac {{\partial }^{4}n\mathrm {(} \lambda \mathrm {)} }{\partial {\lambda }^{\mathrm {4} }}}+\mathrm {420} {\lambda }^{\mathrm {5} }{\frac {{\partial }^{5}n\mathrm {(} \lambda \mathrm {)} }{\partial {\lambda }^{\mathrm {5} }}}+\mathrm {35} {\lambda }^{\mathrm {6} }{\frac {{\partial }^{6}n\mathrm {(} \lambda \mathrm {)} }{\partial {\lambda }^{\mathrm {6} }}}+{\lambda }^{\mathrm {7} }{\frac {{\partial }^{7}n\mathrm {(} \lambda \mathrm {)} }{\partial {\lambda }^{\mathrm {7} }}}{\Bigr )}\end{array}}}
{\displaystyle {\begin{array}{l}{\boldsymbol {\it {EOD}}}={\frac {{\partial }^{8}}{\partial {\omega }^{\mathrm {8} }}}k\mathrm {(} \omega \mathrm {)} ={\frac {\mathrm {1} }{c}}\left(\mathrm {8} {\frac {{\partial }^{7}n\mathrm {(} \omega \mathrm {)} }{{\partial \omega }^{\mathrm {7} }}}+\omega {\frac {{\partial }^{8}n\mathrm {(} \omega \mathrm {)} }{\partial {\omega }^{\mathrm {8} }}}\right)={\frac {\mathrm {1} }{c}}{\left({\frac {\lambda }{\mathrm {2} \pi c}}\right)}^{\mathrm {7} }{\Bigl (}\mathrm {20160} {\lambda }^{\mathrm {2} }{\frac {{\partial }^{2}n\mathrm {(} \lambda \mathrm {)} }{\partial {\lambda }^{\mathrm {2} }}}+\mathrm {40320} {\lambda }^{\mathrm {3} }{\frac {{\partial }^{3}n\mathrm {(} \lambda \mathrm {)} }{\partial {\lambda }^{\mathrm {3} }}}+\mathrm {25200} {\lambda }^{\mathrm {4} }{\frac {{\partial }^{4}n\mathrm {(} \lambda \mathrm {)} }{\partial {\lambda }^{\mathrm {4} }}}+\mathrm {6720} {\lambda }^{\mathrm {5} }{\frac {{\partial }^{5}n\mathrm {(} \lambda \mathrm {)} }{\partial {\lambda }^{\mathrm {5} }}}+\mathrm {840} {\lambda }^{\mathrm {6} }{\frac {{\partial }^{6}n\mathrm {(} \lambda \mathrm {)} }{\partial {\lambda }^{\mathrm {6} }}}+\\+\mathrm {48} {\lambda }^{\mathrm {7} }{\frac {{\partial }^{7}n\mathrm {(} \lambda \mathrm {)} }{\partial {\lambda }^{\mathrm {7} }}}+{\lambda }^{\mathrm {8} }{\frac {{\partial }^{8}n\mathrm {(} \lambda \mathrm {)} }{\partial {\lambda }^{\mathrm {8} }}}{\Bigr )}\end{array}}}
{\displaystyle {\begin{array}{l}{\boldsymbol {\it {NOD}}}={\frac {{\partial }^{9}}{\partial {\omega }^{\mathrm {9} }}}k\mathrm {(} \omega \mathrm {)} ={\frac {\mathrm {1} }{c}}\left(\mathrm {9} {\frac {{\partial }^{8}n\mathrm {(} \omega \mathrm {)} }{\partial {\omega }^{\mathrm {8} }}}+\omega {\frac {{\partial }^{9}n\mathrm {(} \omega \mathrm {)} }{\partial {\omega }^{\mathrm {9} }}}\right)={-}{\frac {\mathrm {1} }{c}}{\left({\frac {\lambda }{\mathrm {2} \pi c}}\right)}^{\mathrm {8} }{\Bigl (}\mathrm {181440} {\lambda }^{\mathrm {2} }{\frac {{\partial }^{2}n\mathrm {(} \lambda \mathrm {)} }{\partial {\lambda }^{\mathrm {2} }}}+\mathrm {423360} {\lambda }^{\mathrm {3} }{\frac {{\partial }^{3}n\mathrm {(} \lambda \mathrm {)} }{\partial {\lambda }^{\mathrm {3} }}}+\mathrm {317520} {\lambda }^{\mathrm {4} }{\frac {{\partial }^{4}n\mathrm {(} \lambda \mathrm {)} }{\partial {\lambda }^{\mathrm {4} }}}+\mathrm {105840} {\lambda }^{\mathrm {5} }{\frac {{\partial }^{5}n\mathrm {(} \lambda \mathrm {)} }{\partial {\lambda }^{\mathrm {5} }}}+\mathrm {17640} {\lambda }^{\mathrm {6} }{\frac {{\partial }^{6}n\mathrm {(} \lambda \mathrm {)} }{\partial {\lambda }^{\mathrm {6} }}}+\\+\mathrm {1512} {\lambda }^{\mathrm {7} }{\frac {{\partial }^{7}n\mathrm {(} \lambda \mathrm {)} }{\partial {\lambda }^{\mathrm {7} }}}+\mathrm {63} {\lambda }^{\mathrm {8} }{\frac {{\partial }^{8}n\mathrm {(} \lambda \mathrm {)} }{\partial {\lambda }^{\mathrm {8} }}}+{\lambda }^{\mathrm {9} }{\frac {{\partial }^{9}n\mathrm {(} \lambda \mathrm {)} }{\partial {\lambda }^{\mathrm {9} }}}{\Bigr )}\end{array}}}
{\displaystyle {\begin{array}{l}{\boldsymbol {\it {TeOD}}}={\frac {{\partial }^{10}}{\partial {\omega }^{\mathrm {10} }}}k\mathrm {(} \omega \mathrm {)} ={\frac {\mathrm {1} }{c}}\left(\mathrm {10} {\frac {{\partial }^{9}n\mathrm {(} \omega \mathrm {)} }{\partial {\omega }^{\mathrm {9} }}}+\omega {\frac {{\partial }^{10}n\mathrm {(} \omega \mathrm {)} }{\partial {\omega }^{\mathrm {10} }}}\right)={\frac {\mathrm {1} }{c}}{\left({\frac {\lambda }{\mathrm {2} \pi c}}\right)}^{\mathrm {9} }{\Bigl (}\mathrm {1814400} {\lambda }^{\mathrm {2} }{\frac {{\partial }^{2}n\mathrm {(} \lambda \mathrm {)} }{\partial {\lambda }^{\mathrm {2} }}}+\mathrm {4838400} {\lambda }^{\mathrm {3} }{\frac {{\partial }^{3}n\mathrm {(} \lambda \mathrm {)} }{\partial {\lambda }^{\mathrm {3} }}}+\mathrm {4233600} {\lambda }^{\mathrm {4} }{\frac {{\partial }^{4}n\mathrm {(} \lambda \mathrm {)} }{\partial {\lambda }^{\mathrm {4} }}}+{1693440}{\lambda }^{\mathrm {5} }{\frac {{\partial }^{5}n\mathrm {(} \lambda \mathrm {)} }{\partial {\lambda }^{\mathrm {5} }}}+\\+\mathrm {352800} {\lambda }^{\mathrm {6} }{\frac {{\partial }^{6}n\mathrm {(} \lambda \mathrm {)} }{\partial {\lambda }^{\mathrm {6} }}}+\mathrm {40320} {\lambda }^{\mathrm {7} }{\frac {{\partial }^{7}n\mathrm {(} \lambda \mathrm {)} }{\partial {\lambda }^{\mathrm {7} }}}+\mathrm {2520} {\lambda }^{\mathrm {8} }{\frac {{\partial }^{8}n\mathrm {(} \lambda \mathrm {)} }{\partial {\lambda }^{\mathrm {8} }}}+\mathrm {80} {\lambda }^{\mathrm {9} }{\frac {{\partial }^{9}n\mathrm {(} \lambda \mathrm {)} }{\partial {\lambda }^{\mathrm {9} }}}+{\lambda }^{\mathrm {10} }{\frac {{\partial }^{10}n\mathrm {(} \lambda \mathrm {)} }{\partial {\lambda }^{\mathrm {10} }}}{\Bigr )}\end{array}}}
In modo esplicito, scritto per la fase {\displaystyle \varphi }, i primi dieci ordini di dispersione possono essere espressi in funzione della lunghezza d'onda utilizzando le trasformate di Lah (equazione (2)) come:
{\displaystyle {\begin{array}{l}{\frac {\partial {p}}{\partial {\omega }^{p}}}f\mathrm {(} \omega \mathrm {)} ={}{\left(\mathrm {-} \mathrm {1} \right)}^{p}{\left({\frac {\lambda }{\mathrm {2} \pi c}}\right)}^{p}\sum \limits _{m={0}}^{p}{{\mathcal {A}}\mathrm {(} p,m\mathrm {)} {\lambda }^{m}{\frac {{\partial }^{m}}{\partial {\lambda }^{m}}}f\mathrm {(} \lambda \mathrm {)} }\end{array}}} {\displaystyle ,}
{\displaystyle {\begin{array}{c}{\frac {{\partial }^{p}}{\partial {\lambda }^{p}}}f\mathrm {(} \lambda \mathrm {)} ={}{\left(\mathrm {-} \mathrm {1} \right)}^{p}{\left({\frac {\omega }{\mathrm {2} \pi c}}\right)}^{p}\sum \limits _{m={0}}^{p}{{\mathcal {A}}\mathrm {(} p,m\mathrm {)} {\omega }^{m}{\frac {{\partial }^{m}}{\partial {\omega }^{m}}}f\mathrm {(} \omega \mathrm {)} }\end{array}}}
{\displaystyle {\begin{array}{l}{\frac {\partial \varphi \mathrm {(} \omega \mathrm {)} }{\partial \omega }}={-}\left({\frac {\mathrm {2} \pi c}{{\omega }^{\mathrm {2} }}}\right){\frac {\partial \varphi \mathrm {(} \omega \mathrm {)} }{\partial \lambda }}={-}\left({\frac {{\lambda }^{\mathrm {2} }}{\mathrm {2} \pi c}}\right){\frac {\partial \varphi \mathrm {(} \lambda \mathrm {)} }{\partial \lambda }}\end{array}}}
{\displaystyle {\begin{array}{l}{\frac {{\partial }^{2}\varphi \mathrm {(} \omega \mathrm {)} }{\partial {\omega }^{\mathrm {2} }}}={\frac {\partial }{\partial \omega }}\left({\frac {\partial \varphi \mathrm {(} \omega \mathrm {)} }{\partial \omega }}\right)={\left({\frac {\lambda }{\mathrm {2} \pi c}}\right)}^{\mathrm {2} }\left(\mathrm {2} \lambda {\frac {\partial \varphi \mathrm {(} \lambda \mathrm {)} }{\partial \lambda }}+{\lambda }^{\mathrm {2} }{\frac {{\partial }^{2}\varphi \mathrm {(} \lambda \mathrm {)} }{\partial {\lambda }^{\mathrm {2} }}}\right)\end{array}}}
{\displaystyle {\begin{array}{l}{\frac {{\partial }^{3}\varphi \mathrm {(} \omega \mathrm {)} }{\partial {\omega }^{\mathrm {3} }}}={-}{\left({\frac {\lambda }{\mathrm {2} \pi c}}\right)}^{\mathrm {3} }\left(\mathrm {6} \lambda {\frac {\partial \varphi \mathrm {(} \lambda \mathrm {)} }{\partial \lambda }}+\mathrm {6} {\lambda }^{\mathrm {2} }{\frac {{\partial }^{2}\varphi \mathrm {(} \lambda \mathrm {)} }{\partial {\lambda }^{\mathrm {2} }}}+{\lambda }^{\mathrm {3} }{\frac {{\partial }^{3}\varphi \mathrm {(} \lambda \mathrm {)} }{\partial {\lambda }^{\mathrm {3} }}}\right)\end{array}}}
{\displaystyle {\begin{array}{l}{\frac {{\partial }^{4}\varphi \mathrm {(} \omega \mathrm {)} }{\partial {\omega }^{\mathrm {4} }}}={\left({\frac {\lambda }{\mathrm {2} \pi c}}\right)}^{\mathrm {4} }{\Bigl (}\mathrm {24} \lambda {\frac {\partial \varphi \mathrm {(} \lambda \mathrm {)} }{\partial \lambda }}+\mathrm {36} {\lambda }^{\mathrm {2} }{\frac {{\partial }^{2}\varphi \mathrm {(} \lambda \mathrm {)} }{\partial {\lambda }^{\mathrm {2} }}}+\mathrm {12} {\lambda }^{\mathrm {3} }{\frac {{\partial }^{3}\varphi \mathrm {(} \lambda \mathrm {)} }{\partial {\lambda }^{\mathrm {3} }}}+{\lambda }^{\mathrm {4} }{\frac {{\partial }^{4}\varphi \mathrm {(} \lambda \mathrm {)} }{\partial {\lambda }^{\mathrm {4} }}}{\Bigr )}\end{array}}}
{\displaystyle {\begin{array}{l}{\frac {{\partial }^{\mathrm {5} }\varphi \mathrm {(} \omega \mathrm {)} }{\partial {\omega }^{\mathrm {5} }}}={-}{\left({\frac {\lambda }{\mathrm {2} \pi c}}\right)}^{\mathrm {5} }{\Bigl (}\mathrm {120} \lambda {\frac {\partial \varphi \mathrm {(} \lambda \mathrm {)} }{\partial \lambda }}+\mathrm {240} {\lambda }^{\mathrm {2} }{\frac {{\partial }^{2}\varphi \mathrm {(} \lambda \mathrm {)} }{\partial {\lambda }^{\mathrm {2} }}}+\mathrm {120} {\lambda }^{\mathrm {3} }{\frac {{\partial }^{3}\varphi \mathrm {(} \lambda \mathrm {)} }{\partial {\lambda }^{\mathrm {3} }}}+\mathrm {20} {\lambda }^{\mathrm {4} }{\frac {{\partial }^{4}\varphi \mathrm {(} \lambda \mathrm {)} }{\partial {\lambda }^{\mathrm {4} }}}+{\lambda }^{\mathrm {5} }{\frac {{\partial }^{5}\varphi \mathrm {(} \lambda \mathrm {)} }{\partial {\lambda }^{\mathrm {5} }}}{\Bigr )}\end{array}}}
{\displaystyle {\begin{array}{l}{\frac {{\partial }^{6}\varphi \mathrm {(} \omega \mathrm {)} }{\partial {\omega }^{\mathrm {6} }}}={\left({\frac {\lambda }{\mathrm {2} \pi c}}\right)}^{\mathrm {6} }{\Bigl (}\mathrm {720} \lambda {\frac {\partial \varphi \mathrm {(} \lambda \mathrm {)} }{\partial \lambda }}+\mathrm {1800} {\lambda }^{\mathrm {2} }{\frac {{\partial }^{2}\varphi \mathrm {(} \lambda \mathrm {)} }{\partial {\lambda }^{\mathrm {2} }}}+\mathrm {1200} {\lambda }^{\mathrm {3} }{\frac {{\partial }^{3}\varphi \mathrm {(} \lambda \mathrm {)} }{\partial {\lambda }^{\mathrm {3} }}}+\mathrm {300} {\lambda }^{\mathrm {4} }{\frac {{\partial }^{4}\varphi \mathrm {(} \lambda \mathrm {)} }{\partial {\lambda }^{\mathrm {4} }}}+\mathrm {30} {\lambda }^{\mathrm {5} }{\frac {{\partial }^{5}\varphi \mathrm {(} \lambda \mathrm {)} }{\partial {\lambda }^{\mathrm {5} }}}\mathrm {\ +} {\lambda }^{\mathrm {6} }{\frac {{\partial }^{6}\varphi \mathrm {(} \lambda \mathrm {)} }{\partial {\lambda }^{\mathrm {6} }}}{\Bigr )}\end{array}}}
{\displaystyle {\begin{array}{l}{\frac {{\partial }^{7}\varphi \mathrm {(} \omega \mathrm {)} }{\partial {\omega }^{\mathrm {7} }}}={-}{\left({\frac {\lambda }{\mathrm {2} \pi c}}\right)}^{\mathrm {7} }{\Bigl (}\mathrm {5040} \lambda {\frac {\partial \varphi \mathrm {(} \lambda \mathrm {)} }{\partial \lambda }}+\mathrm {15120} {\lambda }^{\mathrm {2} }{\frac {{\partial }^{2}\varphi \mathrm {(} \lambda \mathrm {)} }{\partial {\lambda }^{\mathrm {2} }}}+\mathrm {12600} {\lambda }^{\mathrm {3} }{\frac {{\partial }^{3}\varphi \mathrm {(} \lambda \mathrm {)} }{\partial {\lambda }^{\mathrm {3} }}}+\mathrm {4200} {\lambda }^{\mathrm {4} }{\frac {{\partial }^{4}\varphi \mathrm {(} \lambda \mathrm {)} }{\partial {\lambda }^{\mathrm {4} }}}+\mathrm {630} {\lambda }^{\mathrm {5} }{\frac {{\partial }^{5}\varphi \mathrm {(} \lambda \mathrm {)} }{\partial {\lambda }^{\mathrm {5} }}}+\mathrm {42} {\lambda }^{\mathrm {6} }{\frac {{\partial }^{6}\varphi \mathrm {(} \lambda \mathrm {)} }{\partial {\lambda }^{\mathrm {6} }}}+{\lambda }^{\mathrm {7} }{\frac {{\partial }^{7}\varphi \mathrm {(} \lambda \mathrm {)} }{\partial {\lambda }^{\mathrm {7} }}}{\Bigr )}\end{array}}}
{\displaystyle {\begin{array}{l}{\frac {{\partial }^{8}\varphi \mathrm {(} \omega \mathrm {)} }{\partial {\omega }^{\mathrm {8} }}}={\left({\frac {\lambda }{\mathrm {2} \pi c}}\right)}^{\mathrm {8} }{\Bigl (}\mathrm {40320} \lambda {\frac {\partial \varphi \mathrm {(} \lambda \mathrm {)} }{\partial \lambda }}+\mathrm {141120} {\lambda }^{\mathrm {2} }{\frac {{\partial }^{2}\varphi \mathrm {(} \lambda \mathrm {)} }{\partial {\lambda }^{\mathrm {2} }}}+\mathrm {141120} {\lambda }^{\mathrm {3} }{\frac {{\partial }^{3}\varphi \mathrm {(} \lambda \mathrm {)} }{\partial {\lambda }^{\mathrm {3} }}}+\mathrm {58800} {\lambda }^{\mathrm {4} }{\frac {{\partial }^{4}\varphi \mathrm {(} \lambda \mathrm {)} }{\partial {\lambda }^{\mathrm {4} }}}+\mathrm {11760} {\lambda }^{\mathrm {5} }{\frac {{\partial }^{5}\varphi \mathrm {(} \lambda \mathrm {)} }{\partial {\lambda }^{\mathrm {5} }}}+\mathrm {1176} {\lambda }^{\mathrm {6} }{\frac {{\partial }^{6}\varphi \mathrm {(} \lambda \mathrm {)} }{\partial {\lambda }^{\mathrm {6} }}}+\mathrm {56} {\lambda }^{\mathrm {7} }{\frac {{\partial }^{7}\varphi \mathrm {(} \lambda \mathrm {)} }{\partial {\lambda }^{\mathrm {7} }}}+\\+{\lambda }^{\mathrm {8} }{\frac {\partial ^{8}\varphi \mathrm {(} \lambda \mathrm {)} }{\partial {\lambda }^{\mathrm {8} }}}{\Bigr )}\end{array}}}
{\displaystyle {\begin{array}{l}{\frac {{\partial }^{9}\varphi \mathrm {(} \omega \mathrm {)} }{\partial {\omega }^{\mathrm {9} }}}={-}{\left({\frac {\lambda }{\mathrm {2} \pi c}}\right)}^{\mathrm {9} }{\Bigl (}\mathrm {362880} \lambda {\frac {\partial \varphi \mathrm {(} \lambda \mathrm {)} }{\partial \lambda }}+\mathrm {1451520} {\lambda }^{\mathrm {2} }{\frac {{\partial }^{2}\varphi \mathrm {(} \lambda \mathrm {)} }{\partial {\lambda }^{\mathrm {2} }}}+\mathrm {1693440} {\lambda }^{\mathrm {3} }{\frac {{\partial }^{3}\varphi \mathrm {(} \lambda \mathrm {)} }{\partial {\lambda }^{\mathrm {3} }}}+\mathrm {846720} {\lambda }^{\mathrm {4} }{\frac {{\partial }^{4}\varphi \mathrm {(} \lambda \mathrm {)} }{\partial {\lambda }^{\mathrm {4} }}}+\mathrm {211680} {\lambda }^{\mathrm {5} }{\frac {{\partial }^{5}\varphi \mathrm {(} \lambda \mathrm {)} }{\partial {\lambda }^{\mathrm {5} }}}+\mathrm {28224} {\lambda }^{\mathrm {6} }{\frac {{\partial }^{6}\varphi \mathrm {(} \lambda \mathrm {)} }{\partial {\lambda }^{\mathrm {6} }}}+\\+\mathrm {2016} {\lambda }^{\mathrm {7} }{\frac {{\partial }^{7}\varphi \mathrm {(} \lambda \mathrm {)} }{\partial {\lambda }^{\mathrm {7} }}}+\mathrm {72} {\lambda }^{\mathrm {8} }{\frac {{\partial }^{8}\varphi \mathrm {(} \lambda \mathrm {)} }{\partial {\lambda }^{\mathrm {8} }}}+{\lambda }^{\mathrm {9} }{\frac {\partial ^{\mathrm {9} }\varphi \mathrm {(} \lambda \mathrm {)} }{\partial {\lambda }^{\mathrm {9} }}}{\Bigr )}\end{array}}}
{\displaystyle {\begin{array}{l}{\frac {{\partial }^{10}\varphi \mathrm {(} \omega \mathrm {)} }{\partial {\omega }^{\mathrm {10} }}}={\left({\frac {\lambda }{\mathrm {2} \pi c}}\right)}^{\mathrm {10} }{\Bigl (}\mathrm {3628800} \lambda {\frac {\partial \varphi \mathrm {(} \lambda \mathrm {)} }{\partial \lambda }}+\mathrm {16329600} {\lambda }^{\mathrm {2} }{\frac {{\partial }^{2}\varphi \mathrm {(} \lambda \mathrm {)} }{\partial {\lambda }^{\mathrm {2} }}}+\mathrm {21772800} {\lambda }^{\mathrm {3} }{\frac {{\partial }^{3}\varphi \mathrm {(} \lambda \mathrm {)} }{\partial {\lambda }^{\mathrm {3} }}}+\mathrm {12700800} {\lambda }^{\mathrm {4} }{\frac {{\partial }^{4}\varphi \mathrm {(} \lambda \mathrm {)} }{\partial {\lambda }^{\mathrm {4} }}}+\mathrm {3810240} {\lambda }^{\mathrm {5} }{\frac {{\partial }^{5}\varphi \mathrm {(} \lambda \mathrm {)} }{\partial {\lambda }^{\mathrm {5} }}}+\mathrm {635040} {\lambda }^{\mathrm {6} }{\frac {{\partial }^{6}\varphi \mathrm {(} \lambda \mathrm {)} }{\partial {\lambda }^{\mathrm {6} }}}+\\+\mathrm {60480} {\lambda }^{\mathrm {7} }{\frac {{\partial }^{7}\varphi \mathrm {(} \lambda \mathrm {)} }{\partial {\lambda }^{\mathrm {7} }}}+\mathrm {3240} {\lambda }^{\mathrm {8} }{\frac {{\partial }^{8}\varphi \mathrm {(} \lambda \mathrm {)} }{\partial {\lambda }^{\mathrm {8} }}}+\mathrm {90} {\lambda }^{\mathrm {9} }{\frac {{\partial }^{9}\varphi \mathrm {(} \lambda \mathrm {)} }{\partial {\lambda }^{\mathrm {9} }}}+{\lambda }^{\mathrm {10} }{\frac {{\partial }^{10}\varphi \mathrm {(} \lambda \mathrm {)} }{\partial {\lambda }^{\mathrm {10} }}}{\Bigr )}\end{array}}}

## Nella cultura di massa
- La copertina dell'album in studio The Dark Side of the Moon dei Pink Floyd mostra un raggio bianco diventare una dispersione dopo aver attraversato un Prisma triangolare